# Vinamilk
Vinamilk est une entreprise vietnamienne de production de produits laitiers. Elle est fondée en 1976. Son siège est situé à Hô Chi Minh-Ville. Elle est détenue à 45 % par le fonds souverain du Vietnam.

## Présentation
Vinamilk est maintenant leader de l'industrie laitière, avec une part de marché 54,5% du lait frais, 40,6% du marché du lait en poudre, 33,9% du yaourt à boire, 84,5% part de marché du yogourt et 79,7% de part de marché du lait condensé à l'échelle nationale. 
Outre la distribution au Viêt Nam avec un réseau de plus de 220 000 points de vente couvrant les 63 provinces et villes, les produits Vinamilk sont exportés vers 43 pays à travers le monde, comme les États-Unis, la France, le Canada, la Pologne, l'Allemagne, le Japon, le Moyen-Orient, l'Asie du Sud-Est ... 

## Histoire
En 1976,la société est créée  sous le nom de Southern Coffee-Dairy Company, une société publique, afin de nationaliser et de reprendre les activités de trois usines laitières privées au Sud-Vietnam: Thống Nhất (appartenant à une société chinoise), Trường Thọ (anciennement détenue par Friesland Foods) et Dielac (Nestlé). 
En 1978, l'entreprise est renommée United Enterprises of Milk Coffee Cookies and Candies . 
En 1993, elle devient la Vietnam Dairy Company. 
En 2003, après son introduction à la Bourse d'Hô Chi Minh-Ville, la société a légalement pris le nom de Vietnam Dairy Products Société par actions (Vinamilk). 
Les principales activités de Vinamilk sont de produire et de distribuer du lait condensé, du lait en poudre, du lait frais, du lait de soja, des yaourts, des glaces, du fromage, des jus de fruits, du café et d'autres produits dérivés du lait.

## Usines et entrepôts

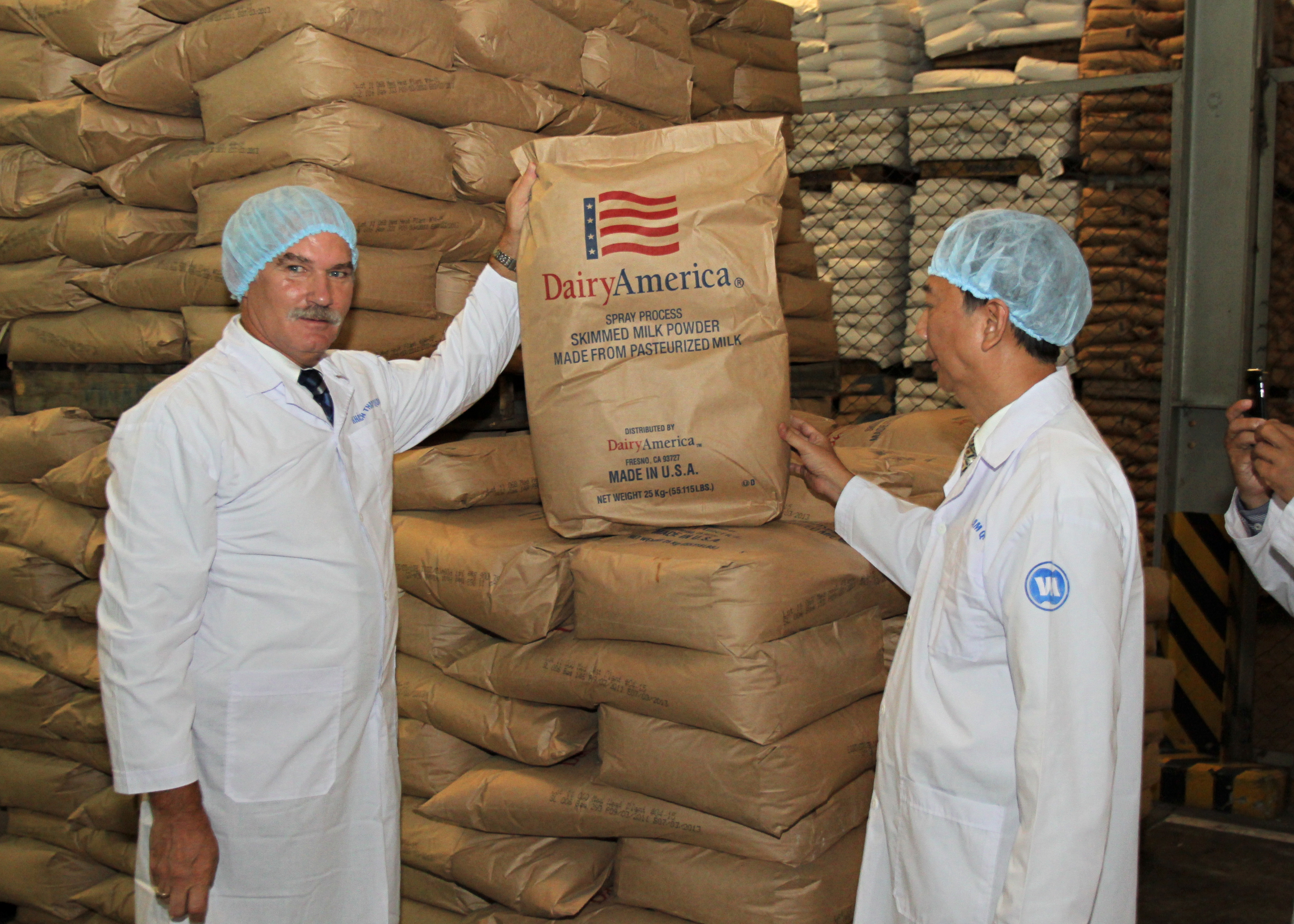
Un représentant du Département de l'Agriculture des États-Unis visitant une usine Vinamilk à Hô Chi Minh-Ville.

À la fin de 2018, les usines de Vinamilk sont :
- Truong Tho Dairy Factory, Trường Thọ, District de Thủ Đức, Hô Chi Minh-Ville
- Dielac Dairy Factory, Bình An, Bien Hoa City, Đồng Nai
- Thong Nhat Dairy Factory, Trường Thọ, District de Thủ Đức, Hô Chi Minh-Ville
- Binh Dinh Dairy Factory, Qui Nhơn, Bình Định
- Da Nang Dairy Factory, Hoa Khanh, Da Nang
- Nghe An Dairy Factory, Nghi Thu, Cửa Lò, Nghệ An
- Sai Gon Dairy Factory, Hiệp Thành, District 12, Hô Chi Minh-Ville
- Can Tho Dairy Factory, Trà Nóc, Bình Thủy District, Cần Thơ
- Tien Son Factory, Tiên Du, Bắc Ninh
- Vietnam powdered milk factory, Thuận An, Province de Bình Dương
- Vietnam dairy factory,  Ben Cat District, Province de Bình Dương
- Vietnam beverages factory, Ben Cat District, Province de Bình Dương
- Lam Son dairy factory, Thanh Hóa, Province de Thanh Hoa
- Cu Chi raw milk center, Village de Hoa Phu , District de Cu Chi, Hô Chi Minh-Ville

## Filiales
En fin 2018, Les filiales de Vinamilk étaient:

### Nationales
- Vietnam Dairy Factory, Province de Bình Dương
- Vietnam Powdered Milk Factory, Province de Bình Dương
- Lam Son Dairy Factory, Thanh Hóa, Province de Thanh Hóa
- Thong Nhat Thanh Hoa Dairy Cow Co., Ltd., Distrito Yên Định, Province de Thanh Hóa
- Vietnam Dairy Cow One-Member Co., Ltd., Distrito 7, Hô Chi Minh-Ville

### Internationales
- Angkor Dairy Products Co., Ltd, Phnom Penh, Cambodge
- Vinamilk Europe Sp.z O.O, Varsovie, Pologne
- Driftwood Dairy Holding Corporation, El Monte, Californie, États-Unis

## Actionnaires
Au 28 décembre 2018, les plus importants actionnaires de Vinamilk étaient:
| #   | Actionnaire                                     | Actions       | %      |
| --- | ----------------------------------------------- | ------------- | ------ |
| 1   | State Capital Investment Corporation (en)       | 627 063 835   | 36.00% |
| 2.  | F&N Dairy Investments                           | 301 496 383   | 17.31% |
| 3.  | Platinum Victory                                | 184 880 461   | 10.62% |
| 4.  | F&NBev Manufacturing                            | 47 026 980    | 2.70%  |
| 5.  | Matthews Pacific Tiger Fund                     | 34 361 440    | 1.97%  |
| 6.  | Arisaig Asia Consumer Fund limited              | 28 800 652    | 1.65%  |
| 7.  | The Emerging Markets Fund                       | 21 205 179    | 1.22%  |
| 8.  | The Genesis Emerging Markets Investment Company | 20 419 300    | 1.17%  |
| 9.  | Deutsche Bank AG London                         | 19 273 408    | 1.11%  |
| 10. | Vietnam Ventures Ltd                            | 17 217 016    | 0.99%  |
|     | Total [1-20]                                    | 1 405 126 835 | 80.68% |